# Убийство матерью новорождённого ребёнка в уголовном праве России
Убийство матерью новорождённого ребёнка в уголовном праве России — преступление, в котором объектом преступления является жизнь новорождённого ребёнка. Убийство матерью новорождённого ребёнка является одним из привилегированных составов убийства. Субъектом преступления является мать потерпевшего (женщина, выносившая и родившая ребёнка), достигшая 16 лет и вменяемая. Субъективная сторона преступления характеризуется виной в виде прямого или косвенного умысла. Объективная сторона преступления характеризуется деянием в форме действий (нанесение смертельных повреждений, удушение, утопление) или бездействия (отказ от кормления, оставление на холоде и т. д.), последствием в виде наступления смерти новорождённого ребёнка и причинно-следственной связью между ними. Каждый из составов преступлений, предусмотренных статьей 106 УК РФ, имеет дополнительные обязательные признаки субъекта, объективной стороны и субъективной стороны.
В соответствии со статьёй 106 УК РФ убийство матерью новорождённого ребёнка во время или сразу же после родов, а равно убийство матерью новорождённого ребёнка в условиях психотравмирующей ситуации или в состоянии психического расстройства, не исключающего вменяемости, наказывается ограничением свободы на срок от двух до четырёх лет либо лишением свободы на срок до пяти лет.
Юристы Ксения Барышева и Фатима Мамедова отмечают, что аналогичные 106-й статье УК РФ составы присутствуют в праве многих стран, однако в Германии, Франции, Испании, Аргентине, Венгрии и Турции они были отменены, а в Польше и Португалии закон требует доказывать связь психотравмирующей ситуации с совершением убийства новорождённого ребёнка.

## Составы преступлений, предусмотренные статьей 106 Уголовного кодекса РФ
Статья 106 УК РФ содержит четыре самостоятельных состава преступления: убийство матерью новорождённого ребёнка во время родов, убийство матерью новорождённого ребёнка сразу же после родов, убийство матерью новорождённого ребёнка в условиях психотравмирующей ситуации, убийство матерью новорождённого ребёнка в состоянии психического расстройства, не исключающего вменяемости. Статья 106 УК РФ не разделена на части по количеству составов, так как ответственность за данные преступления не дифференцируется. Квалификация одновременно по двум признакам, перечисленным в статье, при единичном убийстве (например, убийство матерью новорождённого ребёнка сразу же после родов в условиях психотравмирующей ситуации), является неправильной, избыточной и нарушает принцип Non bis in idem.
Убийство матерью новорождённого ребёнка во время родов
Формулировка «убийство новорождённого ребёнка во время родов» является противоречивой. Роды — продолжительный процесс, начинающийся в момент сокращения мышц матки (когда ребёнок ещё находится в родовых путях) и заканчивающийся в момент выхода плаценты из тела матери. Продолжительность родов у рожающих впервые может достигать 9 часов. Искусственные роды начинаются с момента вскрытия околоплодных оболочек и оканчиваются извлечением ребёнка через разрез тканей.
В медицине ребёнок признается новорождённым только после изгнания из тела матери и проявления признаков жизни (самостоятельное дыхание, сердцебиение, сокращение мышц и т. п.), до этого момента он признается плодом. Разграничение умерщвления плода (которое само по себе не влечет уголовную ответственность) и причинения смерти новорождённому является сложной задачей, так как в УК РФ не содержится легального определения момента, с которого начинается уголовно- правовая охрана жизни человека. В науке уголовного права нет единства мнений по данному вопросу. Обобщая позиции российских учёных-криминалистов, можно выделить 6 подходов к определению момента начала уголовно-правовой охраны жизни:
1. Началом человеческой жизни следует признать самостоятельную жизнь человеческого существа вне организма матери после полного изгнания младенца из утробы матери, причём о начале жизни можно судить по моменту проявления различных признаков, не сводящихся к какому-то одному, например, началу сердцебиения, дыхания, движения и т. п. (М. М. Гродзинский, А. Ф. Киселев, Г. Н. Волков, Н. С. Таганцев, Н. А. Неклюдов, М. Н. Гернет и другие);
2. Началом человеческой жизни следует признать момент полного изгнания младенца из утробы матери при начале дыхания (М. Д. Шаргородский, Ф. Лист);
3. Началом человеческой жизни следует признать момент появления из утробы матери какой-либо части тела ребёнка, например, прорезание головки, появление ручки или ножки ребёнка (В. Д. Набоков, А. А. Жижиленко, О. В. Лукичев) — господствующая в научной среде точка зрения на сегодняшний день;
4. Началом человеческой жизни следует признать момент появления рождающегося ребёнка из утробы матери, даже если он не обнаруживает признаков самостоятельной внеутробной жизни (А. А. Пионтковский, Б. С. Утевский, С. В. Бородин, Ш. С. Рашковская);
5. Началом человеческой жизни следует признать момент начала процесса родов (Г. Н. Борзенков, Э. Ф. Побегайло, Р. Д. Шарапов);
6. Началом человеческой жизни следует признать момент, когда ребёнок (плод) готов к продолжению жизни вне утробы матери — после 22 недель беременности (А. Н. Попов, Д. Д. Берсей, Е. И. Грубова).

Временной промежуток, поименованный в статье «во время родов», начинается в зависимости от избранной точки зрения по вопросу о начале уголовно-правовой охраны жизни и заканчивается в момент выхода плаценты.
Убийство матерью новорождённого ребёнка сразу же после родов
Временной промежуток сразу же после родов соответствует раннему послеродовому периоду матери (2-4 часа после окончания родов), по истечении указанного периода родильница при отсутствии осложнений признается здоровой. В юридической литературе встречаются мнения, согласно которым временной промежуток «сразу же после родов» соответствует 24 часам после окончания родов. В случае убийства матерью новорождённого ребёнка во время или сразу же после родов, содеянное всегда квалифицируется по статье 106 УК РФ вне зависимости от времени возникновения умысла на убийство.
Убийство матерью новорождённого ребёнка в условиях психотравмирующей ситуации
Для целей данного состава новорождённым обычно признается ребёнок в возрасте не более одного месяца со дня рождения. Психотравмирующая ситуация — это совокупность объективных негативных обстоятельств (например, отсутствие средств к существованию, потеря кормильца и т. п.) и негативных эмоций, вызванных указанными обстоятельствами у матери. Негативные обстоятельства обязательно должны быть связаны с беременностью, родами, судьбой матери и ребёнка. Психотравмирующая ситуация — совокупность признаков как объективной стороны, так и субъективной стороны состава.
Убийство матерью новорождённого ребёнка в состоянии психического расстройства, не исключающего вменяемости
Состояние психического расстройства, не исключающего вменяемости — признак, относящийся к субъекту. Для целей данного состава новорождённым обычно признается ребёнок в возрасте не более одного месяца со дня рождения. Для квалификации по данному составу мать должна находиться в момент убийства в состоянии психического расстройства, не достигшего по уровню или характеру такой степени, при которой в значительной мере подавляется сознание или воля (например, послеродовая горячка). Психическое расстройство не обязательно должно быть вызвано именно родами или беременностью, так как это биологическое, а не социальное обстоятельство.
Разграничение со смежными составами
Убийство матерью новорождённого ребёнка необходимо отграничивать от убийства малолетнего (п. «в» ч. 2 ст. 105 УК РФ). Разграничение данных составов проводится по субъекту, потерпевшему от преступления, времени совершения преступления, наличия или отсутствия психотравмирующей ситуации или психического расстройства, не исключающего вменяемости в период, когда ребёнок признается новорождённым. В случае причинения смерти новорождённому ребёнку матерью, достигшей 14 лет, но не достигшей 16 лет на момент совершения убийства, при обстоятельствах, изложенных в ст. 106 УК РФ — в её действиях нет состава преступления.
Разграничение составов преступлений, предусмотренных ст. 106 и ст. 109 УК РФ (причинение смерти по неосторожности), проводится по субъективной стороне. Убийство матерью новорождённого ребёнка — всегда только умышленное преступление.
Разграничение составов преступлений, предусмотренных ст. 106 УК РФ и ст. 125 УК РФ (оставление в опасности), проводится по субъективной стороне. Подобная проблема возникает в случаях т. н. подкидывания ребёнка. В случае оставления матерью ребёнка в безлюдном месте (лес, лесопарк, пустырь) мать обнаруживает прямой или косвенный умысел на убийство. Как оставление в опасности следует квалифицировать случаи оставления матерью ребёнка в общественных местах с целью переложить на кого-то заботу о нём. Оставление в опасности окончено с момента оставления и не требует наступления каких-либо последствий.